# ジャロッド・エヴァンズ
ジャロッド・エヴァンズ（Jarrod Evans、1996年7月25日 - ）は、ウェールズ出身のラグビーユニオン選手で、イングランドのハーレクインズに所属している。

## 経歴
ウェールズのポンティクランRFC、ポンティプリッドRFCを経て、カーディフのアカデミーでプレー。
2015年、カーディフでプロデビューを果たした。2018年、ヨーロピアン・チャレンジカップ（現・EPCRチャレンジカップ）決勝戦のグロスター戦で13得点を挙げ、優勝。2023年春までのカーディフ在籍中に、130試合出場、750得点を挙げた。
2018年11月、ウェールズ代表として、スコットランド代表戦に控えで出場し、テストマッチ初キャップを得た。
2023年4月、イングランドのハーレクインズと契約。 この時点でウェールズ代表として25キャップに達していなかったため、ウェールズ代表資格を失った。これは「ウェールズの25キャップルール」などという。この時、エヴァンズ本人は「25キャップルールがあることは知っていた。しかし、ハーレクインズとの契約にはウェールズ代表でプレーできないという条項はない。選択肢があれば、ウェールズ代表で再びプレーしたい」と述べた。
2025年2月にウェールズ代表のトレーニングチームに招集され、2月22日には約4年ぶりにウェールズ代表としてシックスネーションズのアイルランド代表戦に出場し、3月8日のスコットランド代表戦では3つのコンバージョンキックをすべて成功させた。